# Abram Hoffer
Abram Hoffer (Sonnenfeld, Saskatchewan, 11 november 1917 - Victoria, 27 mei 2009) was een Canadees arts, biochemicus en psychiater.

## Carrière
Hoffer was de jongste van vier kinderen. Hij studeerde landbouwwetenschappen aan de Universiteit van Saskatchewan, waar hij een Bachelor of Science en een Mastergraad in de agrochemie haalde. Vervolgens kreeg hij een beurs voor een jaar postdoctoraal werk aan de Universiteit van Minnesota waarna hij aan het werk ging bij een laboratorium in Winnipeg, waar hij assays opstelde voor het aantonen van nicotinezuur in tarweproducten. In 1944 behaalde hij een PhD in de biochemie. In 1945 ging hij aan de Universiteit van Manitoba medicijnen studeren. Na twee jaar klinisch werk te hebben verricht aan de Universiteit van Toronto behaalde hij in 1949 zijn MD. 
Aanvankelijk was hij van plan huisarts te worden, maar vervolgens besloot hij zich toe te leggen op de psychiatrie. Hoffer protesteerde tegen het overdreven gebruik van psychoanalyse en van antipsychotische medicijnen bij schizofrenie en verdedigde de stelling dat voeding en megadoses vitamines  behulpzaam zijn bij de behandeling van schizofrenie. Deze benadering, door zijn verdedigers 'orthomoleculaire geneeskunde' genoemd, wordt door de gevestigde medische wereld ernstig in twijfel getrokken. De behandeling maakt gebruik van hoge doseringen vitamines (in de behandeling van schizofrenie met name vitamine B3) en wordt meestal 'megavitaminetherapie' genoemd.

## Privé
In 1942 trouwde hij met Rose Miller, met wie hij drie kinderen kreeg. 